# شهرستان پیکتین (کلرادو)
شهرستان پیکتین، کلرادو (به انگلیسی: Pitkin County, Colorado) یک سکونتگاه مسکونی در ایالات متحده آمریکا است که در کلرادو واقع شده‌است.

## خصوصیات
شهرستان پیکتین ۲٬۵۲۰٫۰۷ کیلومترمربع مساحت دارد.